# Vireó capnegre
El vireó capnegre (Vireo atricapilla) és un ocell de la família dels vireònids (Vireonidae).

## Hàbitat i distribució
Habita dens matoll a vessants rocosos de Nord-amèrica des del sud de Kansas, cap al sud, a través del centre d'Oklahoma i centre de Texas fins al centre de Coahuila.